# 藤原有頼
藤原 有頼（ふじわら の ありより）は、平安時代前期の貴族・漢詩人。藤原北家魚名流（山蔭流）、中納言・藤原山蔭の長男。官位は従五位下・但馬守。

## 経歴
寛平元年（889年）9月に行われた残菊の宴において漢詩を奉じた。右馬助を経て、叙爵の後、寛平5年（893年）4月に敦仁親王（後の醍醐天皇）が皇太子に立てられると、その春宮坊の主馬署官人となり、蔵人に補任された。その後、但馬介または但馬守を務めた。

## 系譜
- 父：藤原山蔭
- 母：筑前介有光の娘（姓不明）
- 妻：高向公輔の娘
- 生母不明の子女
  - 男子：藤原正方
  - 男子：藤原直長
  - 男子：藤原種時
- 養子女
  - 養子：藤原在衡（892-970） - 実は如無の子。